# Governo del chiostro
Il governo del chiostro o sistema Insei (院政) fu una specifica forma di governo del Periodo Heian in Giappone, nella quale l'Imperatore, pur abdicando, manteneva inalterato il proprio potere.

## Storia
Gli imperatori ritirati (太上天皇?, Daijō Tennō), scegliendo di entrare in una comunità monastica buddhista diventavano «imperatori nel chiostro» (太上法皇?, Daijō hōō), sancendo di fatto la divisione del potere effettivo tra clero buddhista e grandi famiglie.
Il sistema fu introdotto dall'imperatore Shirakawa, regolarmente regnante dal 1072 al 1086, sotto l'enorme influenza del periodo da parte del potere dei monasteri buddhisti. È l'epoca in cui l'impero è totalmente esautorato: gli imperatori che non si ritirano in monastero ad esercitare da lì la loro autorità (ormai solo di figuranti), finivano sotto l'influenza della famiglia Fujiwara. Il potere ed il popolo erano così divisi tra i fedeli al potere ordinario e il potere del regnante in ritiro.
Tra coloro che praticarono il governo del chiostro vi fu anche Tokugawa Ieyasu, che si ritirò dopo due anni di shogunato a favore del figlio Hidetada.